# Endocardite
Per endocardite si intende uno stato infiammatorio dell'endocardio, il tessuto che riveste le cavità interne e le valvole del cuore; in particolare, i tessuti endocardici maggiormente coinvolti nella malattia infettiva risultano essere le valvole cardiache.

## Epidemiologia
L'incidenza rimane costante negli ultimi anni attestandosi a 3 casi su 100 000 persone, mentre in passato (si parla degli anni intorno al 1950) era leggermente più alta (si arrivava a 4,2).
Risulta più colpito il sesso maschile e, nella maggioranza dei casi, l'età con maggiori manifestazioni è quella che parte dalla quinta decade.

### Infanzia
L'incidenza della malattia risulta in continua crescita per quanto riguarda i neonati e i bambini (1 su 4 500, mentre è molto più bassa nei Paesi Bassi). Quando sono coinvolti i nascituri il rischio di mortalità è molto elevato.

### Fattori di rischio
Costituiscono fattori di rischio molte malattie cardiache e altre condizioni fra cui:
- Prolasso valvolare mitralico, soprattutto se associato a insufficienza della valvola (rigurgito di sangue dal ventricolo sinistro all'atrio sinistro)
- Nell'anziano esiti di cardiopatia reumatica (7-18%),[2] valvola aortica bicuspide, stenosi e calcificazioni valvolari degenerative.
- Cardiopatie congenite, trilogia e tetralogia di Fallot, pervietà di setto atriale o ventricolare, stenosi della polmonare isolata, valvola aortica bicuspide.
- Sindrome di Marfan, per predisposizione a prolasso e insufficienza mitralica
- Esiti di infarto del miocardio
- Nutrizione parenterale continua, catetere venoso centrale
- Tossicodipendenza, con maggiore manifestazione del cuore destro.[3]
- Pazienti portatori di protesi valvolari, soprattutto se diabetici e/o immunodepressi.

## Eziologia
Si distinguono due macrocategorie eziologiche: cause infettive e cause non infettive. Queste ultime, più rare, si caratterizzano per emocoltura negativa e per la presenza di vegetazioni endocardiche sterili; tra queste, la più importante è sindrome di Libman-Sacks, estrinsecazione endocardica del lupus eritematoso sistemico. Nei soggetti anziani, affetti da carcinomi metastatici può presentarsi una "endocardite marantica", soprattutto in presenza di adenocarcinoma mucinoso o di sindrome di Trousseau. L'eziologia della endocarditi infettive varia in base all'età e alle condizioni predisponenti. I due generi batterici più frequenti sono lo Staphylococcus e lo Streptococcus. Tra i primi è di particolare importanza lo Staphylococcus aureus, molto spesso correlato a procedure invasive e in grado di infettare valvole native. Gli stafilococchi coagulasi negativi (come Staphylococcus epidermidis, Staphylococcus lugdunensis, Staphylococcus hominis) insorgono invece più frequentemente su valvole protesiche. Tra gli streptococchi assumono particolare importanza gli streptococchi di gruppo D (come Streptococcus bovis, Streptococcus gallolyticus, presenti nel tratto gastrointestinale) e gli streptococchi viridanti (come Streptococcus mutans, Streptococcus oralis, Streptococcus salivarius, presenti nel cavo orale), entrambi genere in grado di infettare valvole native o protesiche. Occorre inoltre ricordare che un ampio gruppo di batteri possono provocare endocardite, tra questi:
- Enterococcus faecalis
- Pseudomonas aeruginosa, soprattutto nei tossicodipendenti
- Enterobacteriaceae
- Neisseria
- Gruppo HACEK[4]
- Brucella
- Yersinia
- Listeria
- Coxiella
- Bacterioides
- Acinetobacter
- Corynebacterium

Deve essere altresì ricordato che un'endocardite infettiva può essere sostenuta da Candida albicans, soprattutto in soggetti immunocompromessi, sottoposti a intervento cardiochirurgico o in terapia endovenosa attraverso catetere venoso centrale.

## Sintomatologia
Molti sono i sintomi e i segni clinici che si riscontrano nelle persone affette da questa patologia.
- Manifestazioni maggiori

Febbre, anemia (talora piastrinopenia), sudorazione, sensazione di brivido;
- Manifestazioni minori

Anoressia, astenia, artralgie (40% dei casi), splenomegalia (30% dei casi), emboli settici (30% dei casi) in cute, palato e congiuntive, con segni caratteristici come noduli periungueali di Osler, macchie cutanee a fiamma di Janeway, emorragie ungueali (detta a scheggia per la forma che assumono), lesioni retiniche di Roth, leucocitosi. Possono inoltre manifestarsi infarti embolici renali, glomerulonefrite focale o diffusa e altre patologie da immunocomplessi.

## Diagnosi
La diagnosi si pone con almeno due su tre dei criteri maggiori:
1. Ecocardiogramma - che presenta vegetazioni valvolari
2. Coltura positiva per stafilococchi o streptococchi
3. Presenze di un soffio cardiaco generato da valvulopatia endocarditica.

La diagnosi si può porre anche con uno solo dei criteri maggiori (Ecocardio, coltura positiva, nuovo soffio cardiaco) e almeno tre tra le varie manifestazioni minori.

## Terapia
Il trattamento da seguire per tale malattia è molto studiato in letteratura ma rimane ancora controverso, preferendo un intervento chirurgico di resezione e sostituzione valvolare

## Storia
(William Osler, 1855)
Lazare Riviére ha descritto per la prima volta un caso di endocardite infettiva della valvola aortica nel 1616. Nel 1806, Jean-Nicolas Corvisart ha coniato il termine vegetazione (végétation) per descrivere l'accumulo di materiale su una valvola mitralica affetta da encocardite infettiva. Il medico britannico Joseph Hodgson è stato il primo a descrivere le complicanze emboliche di un endocardite infettiva nel 1815. Nel 1878 Theodor Klebs ipotizzò che l'endocardite potesse avere una causa microbiologica . Nel 1909, William Osler descrisse che valvole degenerate o sclerotiche avevano una maggior probabilità di essere affette da endocardite. Nel 1924, Emanuel Libman and Benjamin Sacks descrissero un caso di endocardite non associata ad una causa infettiva ma ad una malattia autoimmune sistemica (endocardite di Libman-Sacks). Nel 1944 viene riportato il primo caso di endocardite guarita con l'uso della penicillina.